# 沙丘谷战役
沙丘谷战役（法語：Bataille du Val-ès-Dunes）发生于1047年，由诺曼底公爵威廉和法王亨利一世的联军对抗由勃艮第伯爵雷金纳德一世之子勃艮第的蓋伊（布里奥讷的吉）领导的一些诺曼叛乱贵族军队。
作为取得战役胜利的结果，威廉（后来的征服者威廉）可以保留其头衔并维持了对其公国西半部的控制。

## 背景
威廉于1035年7岁时作为前任公爵罗贝尔一世的私生子继承了他的头衔。一些威廉的亲属（包括勃艮第的吉，他的表兄弟）相信他们自己更有权得到此头衔，但威廉得到亨利一世和其他有势力的贵族的支持。
1046年，一些威廉的敌人终于决定攻击。在一次位于科唐坦半岛瓦洛涅附近的伏击失败以后，叛乱贵族——勃艮第的吉、圣索沃尔的内埃尔二世（Néel II de Saint-Sauveur）、布里凯萨尔的拉努尔夫（Ranulf de Briquessart）、蒂里的拉尔夫·泰松（Ralph Tesson de Thury）、普莱西的格里穆（Grimoult du Plessis）以及阿蒙（Hamon le Dentu）——召集了一支约25000人的军队。
从伏击逃脱后，威廉直接骑马前往亨利国王位于普瓦西的宫廷，提醒国王对他的忠实的封臣的反叛就是对他自己本身的反叛。亨利国王想要保护他的封臣和盟友，集结一支约10000人的军队前往诺曼底。

## 战役
1047年夏季，亨利国王的军队在叛乱地区的中心卡昂附近加入了规模小许多的威廉公爵的诺曼军队。在战役的第一阶段期间，拉尔夫泰松认识到要真正效忠哪一方，他和他的军队改变阵营加入了王室军队，从背后攻击叛军。第二天，双方军队在沙丘谷的平原开战，靠近今天的城镇孔特维尔。
战役主要由一系列的小规模骑兵战斗组成。叛军的数量超过王室军队，但它缺乏后者的协调性和领导力。在输掉了一些小规模战斗之后（阿蒙在其中的一个冲突中被杀），叛军分崩离析，惊慌失措的向西逃窜。王室军队紧紧追赶，杀死数千名叛军并将其残部赶往阿蒂斯堡垒和弗勒里河畔奥恩附近的奥恩河。

## 结果

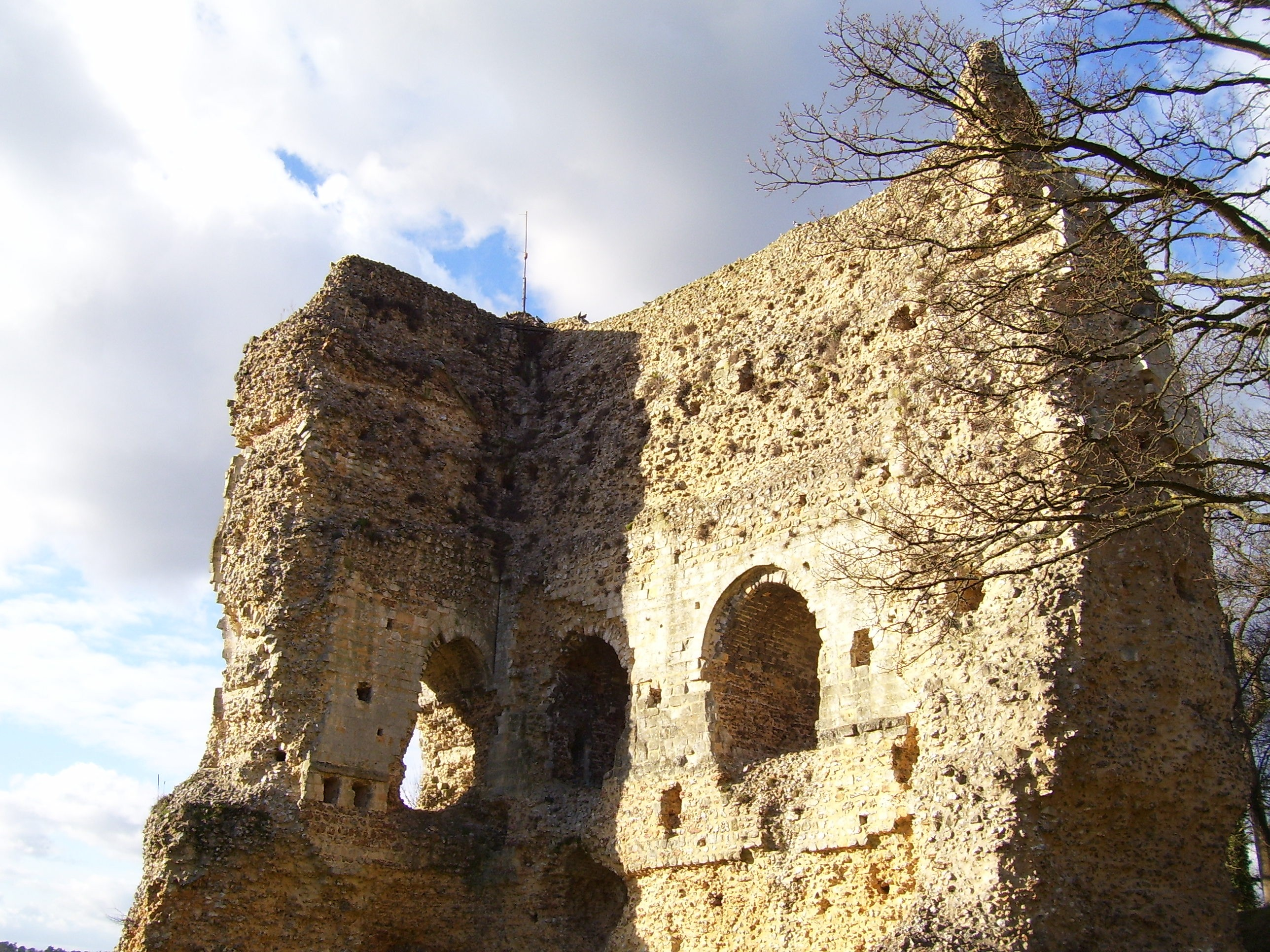
十一世纪欧洲法国的布里奥讷城堡

当王室军队将许多叛军向西驱赶的时候，勃艮第的吉和其残余军队逃往他东边的领地并躲入布里奥讷关键的城堡。尽管积极包围该城，威廉未能迫使城堡投降直到1050年。并且在此期间他也未能维持其在公国东面三分之一的土地的权威，这些土地位于布里奥讷的更远处。
在沙丘谷战役之后，在诺曼贵族中间仍有强大的反威廉力量，但他们被迫于1047年10月在卡昂宣布实行神圣休战。这个休战协议得到教会的批准认可，规定私斗和仇杀从周三晚间至周一早晨被禁止。协议给予威廉特权以捍卫他的头衔和公共秩序。亨利一世国王不得不遵守这个规定，威廉没这么做。尽管威廉的地位仍不牢固，以及勃艮第的吉仍然握有权力，还有威廉不得不宽恕许多曾经背叛他的贵族，在5年以后他不得不面对另一场重大叛乱。拉尔夫泰松为他的叛变而得到奖励，并且和埃尔韦的兄弟的女儿玛蒂尔德结婚。威廉可以杀掉叛变的拉尔夫，但他有很好理由在以后的时期里使用拉尔夫的才能。